# ايمانويل أوخيدا
ايمانويل أوخيدا (بالإسبانية: Pedro Emmanuel Ojeda)‏ هو لاعب كرة قدم أرجنتيني في مركز الوسط، ولد في 5 نوفمبر 1997 في مدينة غويا، خيريز دي لا فرونتيرا في الأرجنتين. لعب مع روزاريو سنترال.

## مرتبة الشرف

### روزاريو سنترال[5]
كأس الأرجنتين: 2017-18

## وصلات خارجية
- ايمانويل أوخيدا على موقع قاعدة بيانات كرة القدم.إي يو (الإنجليزية)
- ايمانويل أوخيدا على موقع بيانات كرة القدم. دي إي (الألمانية)
- ايمانويل أوخيدا على موقع Soccerway.com (الإنجليزية)
- ايمانويل أوخيدا على موقع عالم كرة القدم.نت (الإنجليزية)